# Krista Fleming
Krista Nadine Fleming (Westervoort, 13 februari 1976) is een Nederlands voormalig kickbokser.

## Biografie

### Kickboksen
Fleming begon relatief laat met kickboksen, op haar negentiende in 1995. Ze trainde bij Fred Royers in Arnhem.
Fleming werd in 2006 in haar klasse zowel Nederlands Kampioen als Europees Kampioen. Op 11 november 2007 won Fleming in Arnhem van de Britse Bernise Alldis, en werd daarmee wereldkampioen in de klasse WFCA 57kg.
Na het kickboksen bokste Fleming vanaf 2008 korte tijd bij Olympisch trainer Hennie van Bemmel. Ze speelde 4 bokswedstrijden, waarvan 2 in Duitsland.
In 2010 zette Fleming een punt achter haar sportcarrière.

### Naast het kickboksen
In 2006 behaalde Fleming haar diploma als kickbokstrainer en was daarmee de eerste Nederlandse die zich lerares kickboksen mocht noemen. In 2007 startte Fleming een eigen bedrijf als weerbaarheidstrainer, en later werd zij ook therapeut en coach.
In 2008 werd Fleming Ambassadrice van het Jane Goodall Instituut Nederland. Ze was hiervoor in Oeganda in 2009.
Op de Nederlandse televisie was ze onder meer te zien als deelnemer in het NCRV-programma Geboren Leiders (2009) en deed ze mee aan Hunted (2017).

## Titels
- 2006: Nederlands kampioen[9] (tegen Jannie Smit, KO)
- 2006: Europees WMC-kampioen[10] (tegen Rebecca Donnelly, punten)
- 2007: Wereldkampioen WFCL[11] (tegen Bernise Alldis, punten)